# AK Župa dubrovačka
Auto klub Župa dubrovačka, hrvatski automobilistički klub iz Mlina. Godine 2018. klub je bio četvrti na prvenstvu Hrvatske. Od uspješnih članova tu je Mario Barović, višestruki državni prvak u više disciplina, Mladen Đajić, Mario Jurišić, Denis Nišević, Deni Kmetović, Ivan Jaranović, Ivan Petrušić, Antonio Hernaut i dr.
2016. godine bili su drugi u prvenstvu Hrvatske. Godine 2019. osvojili su naslov klupskog prvaka Hrvatske na brdskim stazama, a bodove su donijeli Mario Barović, Denis Nišević i Mario Jurišić. Mario Barović je uz taj naslov osvojio te godine i pojedinačnog državnog prvaka na brdu, te je vjerojatno jedini vozač koji je postao prvak u četiri discipline krug (tri puta), a po jednom autoslalom, kronometar te grupe A. Natječe se u automobilu Rover MG 105 ZR.

## Vanjske poveznice
- Facebook AK Župa dubrovačka
- Racing.hr  Arhivirana inačica izvorne stranice od 9. studenoga 2019. (Wayback Machine)